# 安帕罗
安帕罗是巴西帕拉伊巴州的一个市镇。总面积121.983平方公里，总人口2078人，人口密度17人/平方公里。